# Radio Profeto
Radio Profeto (Radio Profeto.pl) – katolicka rozgłośnia należąca do prowincji Sercanów. Została uruchomiona 20 czerwca 2014. Początkowo nadawała w internecie poprzez serwis internetowy Profeto.pl. W ostatnich dniach września 2017 radio rozpoczęło oficjalną emisję na częstotliwości 92,1 MHz (ERP 100 W) ze stacji nadawczej Skomielna Czarna / Polana na górze Parszywka. Na początku września 2021 roku stacja rozpoczęła nadawanie również w Limanowej na częstotliwości 100,3 MHZ (ERP 500W). 
W marcu 2025 rozgłośnia zakończyła działalność.
Radio dysponowało dwoma studiami: w Stadnikach pod Krakowem oraz w Warszawie.